# ルカ・ジョルダーノ

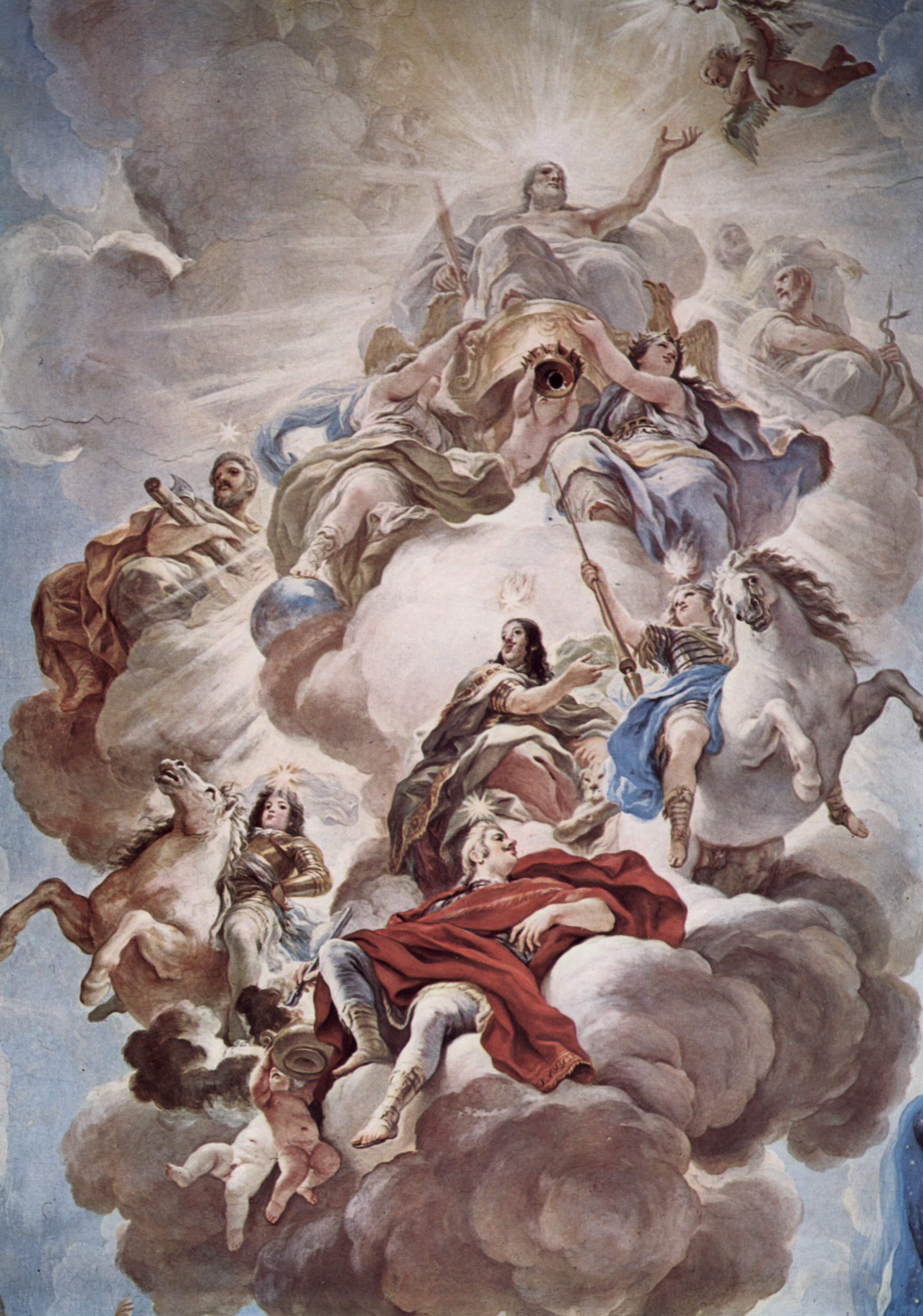
「Triumph of the Medici in the clouds of Mount Olympus」, フレスコ画、メディチ・リッカルディ宮 （フィレンツェ）, 1684-1686

ルカ・ジョルダーノ（Luca Giordano, 1634年10月18日 - 1705年1月3日）は、バロック後期のイタリア人画家。ナポリ派の巨匠であり、版画家としても知られる。同時代ならびに後世の絵画に大きな影響を与えた。

## 前半生
ルカ・ジョルダーノは画家であったアントニオ・ジョルダーノの息子としてイタリアのナポリに生まれた。年少期にナポリ副王の推薦でホセ・デ・リベーラに師事し、後にピエトロ・ダ・コルトーナのもとで働きはじめたといわれている。
ジョルダーノは非常に速く絵を描くことができ、「速描きのルカ (Luca, Fa-presto)」という愛称で呼ばれるようになった。しかしこれは貧しく吝嗇な父親から常に仕事に追い立てられており、「ルカ、もっと速く（描け） ("Luca, fa presto")」と言われ続けていたことに由来するともいわれている。まだ若かった彼は親の要求に従順で、ありあわせのものを急いで食べなければならないようなときでも絵筆を止めることは許されず、描き続けている彼の口に父親が手で食べ物を押し込むほどであった。ジョルダーノの作品を仕上げる速さと、他人の目を欺けるほどまでに他の画家の作品を模倣できるような多才ぶりで、彼は「雷鳴 (Fulmine)」、絵画の「プローテウス」というあだ名をつけられるまでになった。
ジョルダーノはヴェネツィア派とローマ派の絵画スタイルを融合した作風を身につけた。ヴェネツィア派画家であるパオロ・ヴェロネーゼの装飾的な優美さと、ローマバロック派画家であるコルトーナの生き生きとした複雑な画面構成、荘重な様式とを兼ね備えたのである。また、彼は鮮やかで人目を引く色彩色でも注目されるようになる。1682年から1683年にかけてフィレンツェでフレスコ画の作品群を製作しており、サンタ・マリア・デル・カルミネ教会 (en:Santa Maria del Carmine) のコルシーニ礼拝堂 (it:Cappella_Corsini) のフレスコ画もこの時期に描かれた作品である。他にもクルスカ学会の天井画や、メディチ家の邸宅であるメディチ・リッカルディ宮殿 (en:Palazzo_Medici-Riccardi) に、1670年代に庭園を見渡すように増築された回廊の天井画を描いている。この回廊の天井画はアレッサンドロ・セーニとフランチェスコ・リカルディによって企画、推進されたもので、理想化して描かれたメディチ家の人々を中心に、その周囲にさまざまな物語に登場する人物や神々などが描かれている。描かれているのは四元徳や精霊を擬人化したもの、ポセイドンとアムピトリーテー、ディオニュソスの凱旋、アドニスの死、ケレースとトリプトレモスなどの神話中のエピソードである。

## スペイン宮廷画家時代

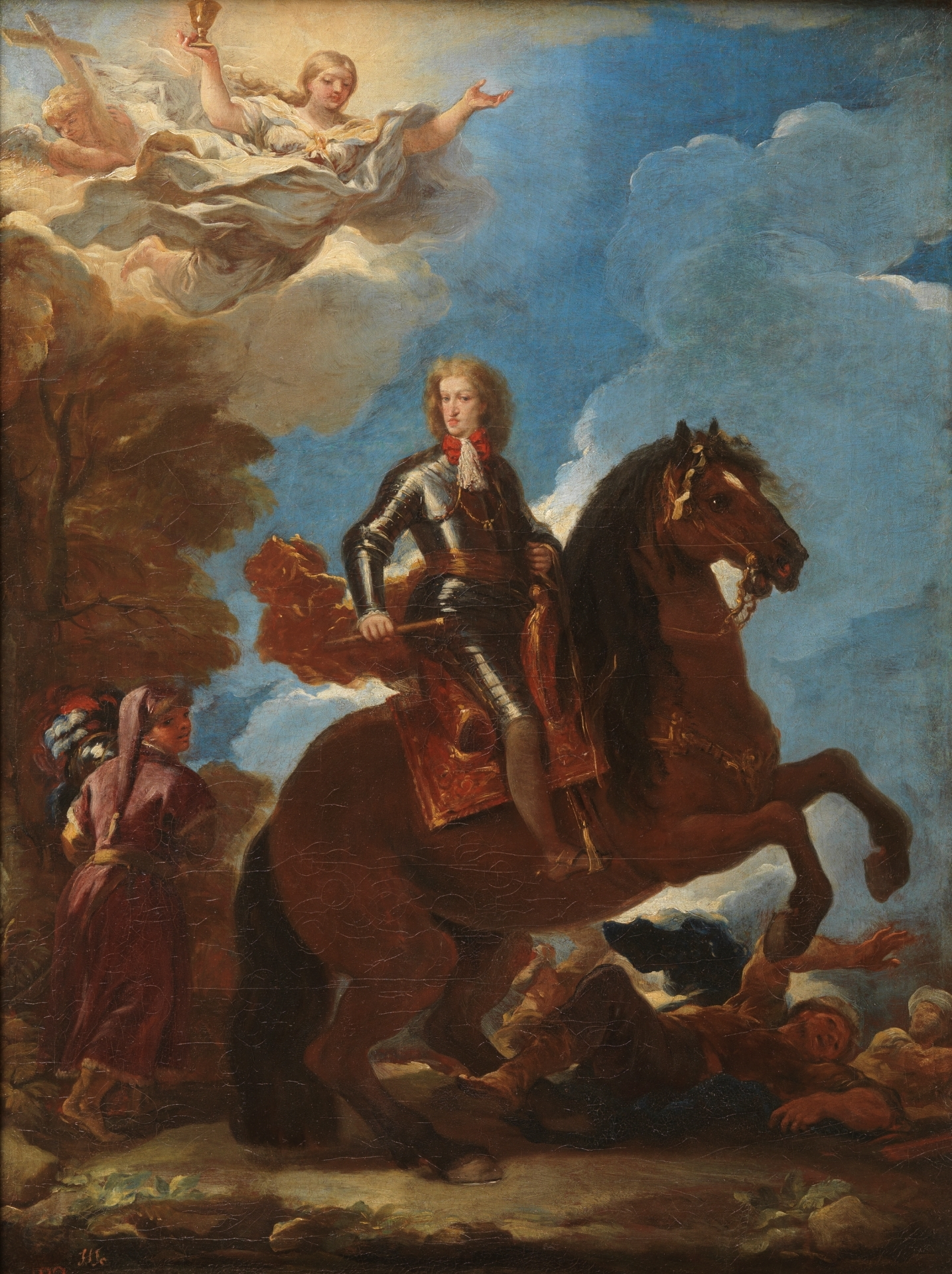
『スペイン王カルロス2世騎馬像』プラド美術館 (マドリード）, 1693年頃

スペイン王カルロス2世は1687年にジョルダーノをマドリードに招聘し、彼はその後1692年から1702年までスペインに滞在することになる。スペインではマドリード王宮、ブエン・レティーロ公園 (en:Parque del Buen Retiro)、エル・エスコリアル修道院、トレドなどで絵画制作を行った。ジョルダーノはスペイン宮廷でもてはやされ、カルロス2世は「騎士 (caballero)」の称号を彼に与えた。当時のジョルダーノの筆の速さを示すものとして、スペイン王妃に、妻がどういう女性かと尋ねられたときに、その場で自分の妻の絵を描き王妃に見せたという逸話が残っている。
ジョルダーノはスペインで多くの絵を描いた。エル・エスコリアル修道院ではルカ・カンビアーソ (en:Luca Cambiasi) によって始められた絵画制作を引き継ぎ、「Triumphs of the Church」、「Genealogy and Life of the Madonna」、「David and the Celebrated Women of Scripture」や、モーゼ、ギデオン、ダビデなど聖書上の物語を題材とした巨大なフレスコ画を描いている。プラド美術館所蔵の有名な「ソロモンの夢 (Dream of Solomon, 1963) 」もこの頃に描かれたものである。
ジョルダーノにはアニエッロ・ロッシ、マッテオ・パチェッリという二人の弟子がおり、スペインでの彼の仕事を手伝っていた。マドリードでは多くの油絵を描き、「キリスト生誕 (Nativity)」は彼の代表作の一つである。

## ナポリ帰郷後の後期代表作
1700年にカルロス2世が死去すると、経済的にも成功していたジョルダーノはナポリに帰国する。その5年後の1705年1月3日、故郷のナポリで亡くなった。慈善活動に多額の金を使い、特に貧しい年少の芸術家たちへの支援は惜しまなかった。彼は「優れた画家とは大衆に好かれる画家のことであり、そして大衆はデザインよりも色彩により惹かれるものである」という言葉を残している。
ジョルダーノは驚くほどに器用な画家で、そのことは逆に彼の作品を浅薄な印象を持つものにすることさえあった。彼はローマとナポリに数多くの作品を残しており、ナポリにある後期の代表作として、ジロラミーニ教会の「Christ expelling the Traders from the Temple」、サン・マルティーノ修道院 (en:Certosa_di_San_Martino) のフレスコ画「ユディトの勝利 (Triumph of Judith) 」、カルトゥジオ会修道院所蔵の「Moses and the Brazen Serpent」、ジョルダーノ自身の墓がある聖ブリギット教会の天井画などがある。
ナポリ以外にある後期の代表作としては、ベルリン美術館所蔵の「パリスの審判 (the Judgment of Paris)」、ローマのコルシーニ宮殿 (en:Palazzo_Corsini) のギャラリー所蔵の「教会のキリストと博士 (Christ with the Doctors in the Temple)」などがある。
また、ジョルダーノは最晩年に、コルシーニ礼拝堂、メディチ・リッカルディ宮などに、後世にも影響を及ぼしたフレスコ画を残している。若年期には彫刻作品も作成しており、「バアル信徒の虐殺 (Slaughter of the Priests of Baal)」などにその多彩な才能を確認できる。そのほか、鏡やキャビネットなどの装飾も手がけており、これらの作品はイタリアの多くの宮殿で見ることができる。
ジョルダーノに師事した弟子たちのなかで一番有名なのはパオロ・デ・マッテイス (Paolo de Matteis) である。しかしジョルダーノは直接の弟子たち以外にも、同時代、後世の画家たちに多大な影響を与えている。ヴェネツィア派のジョヴァンニ・バッティスタ・ランゲッティ (en:Giovan Battista Langetti)、ジョバンニ・コーリ (en:Giovanni Coli)、フィリッポ・ゲラルディ (en:Filippo Gherardi) たちにも影響を与えたといわれる。
そのほかジョルダーノの弟子ではファン・アントニオ・ボウサス (en:Juan Antonio Bouzas) や、ジョバンニ・バッティスタ・ラーマ (en:Giovanni Battista Lama) などが有名である。

## ギャラリー

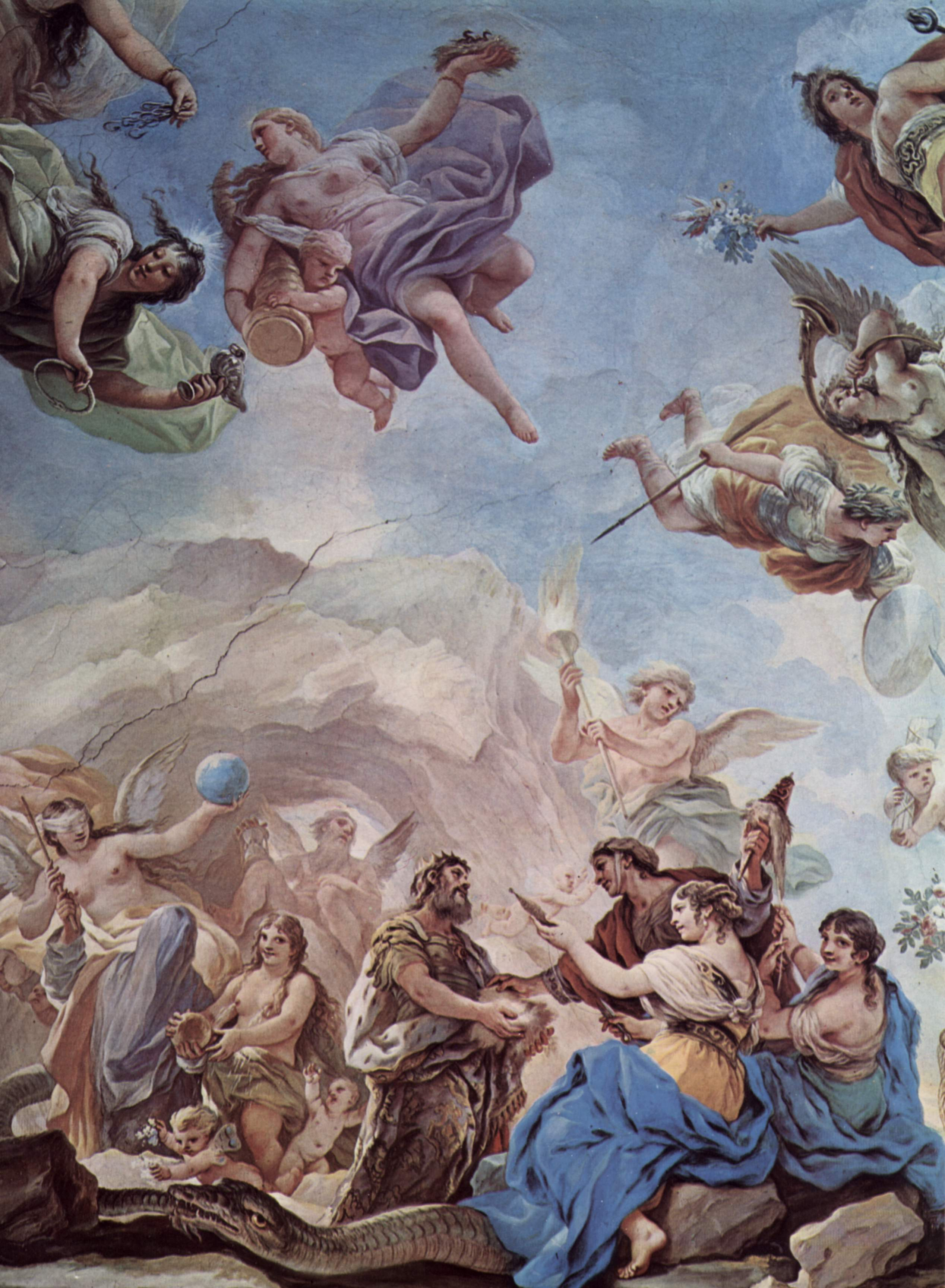
「人類創造」、フレスコ画、メディチ・リッカルディ宮 （フィレンツェ）, 1684-1686
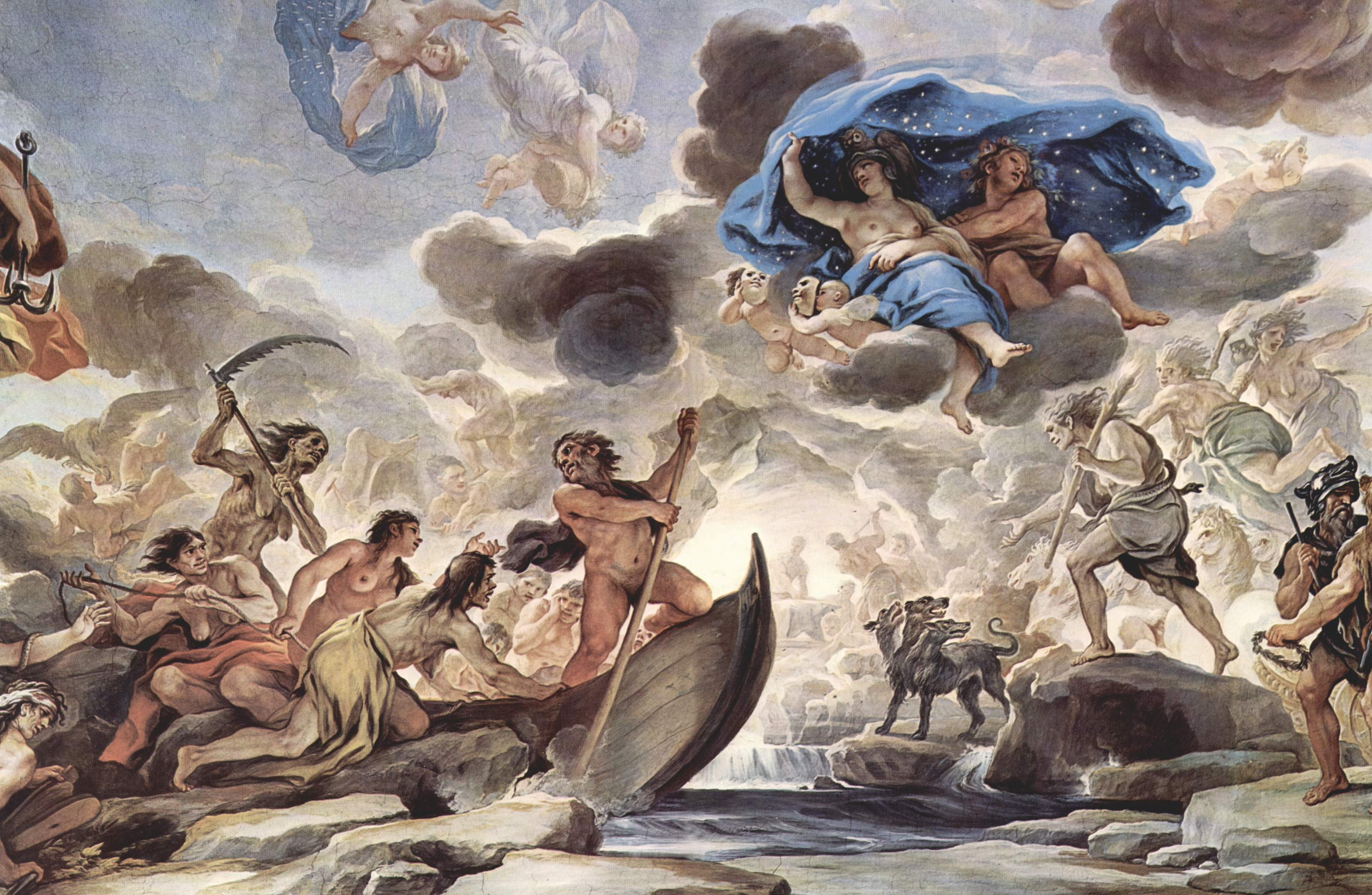
「カロン、モルペイス他、ギリシア神話の神々」, フレスコ画（メディチ・リッカルディ宮 （フィレンツェ）, 1684-1686
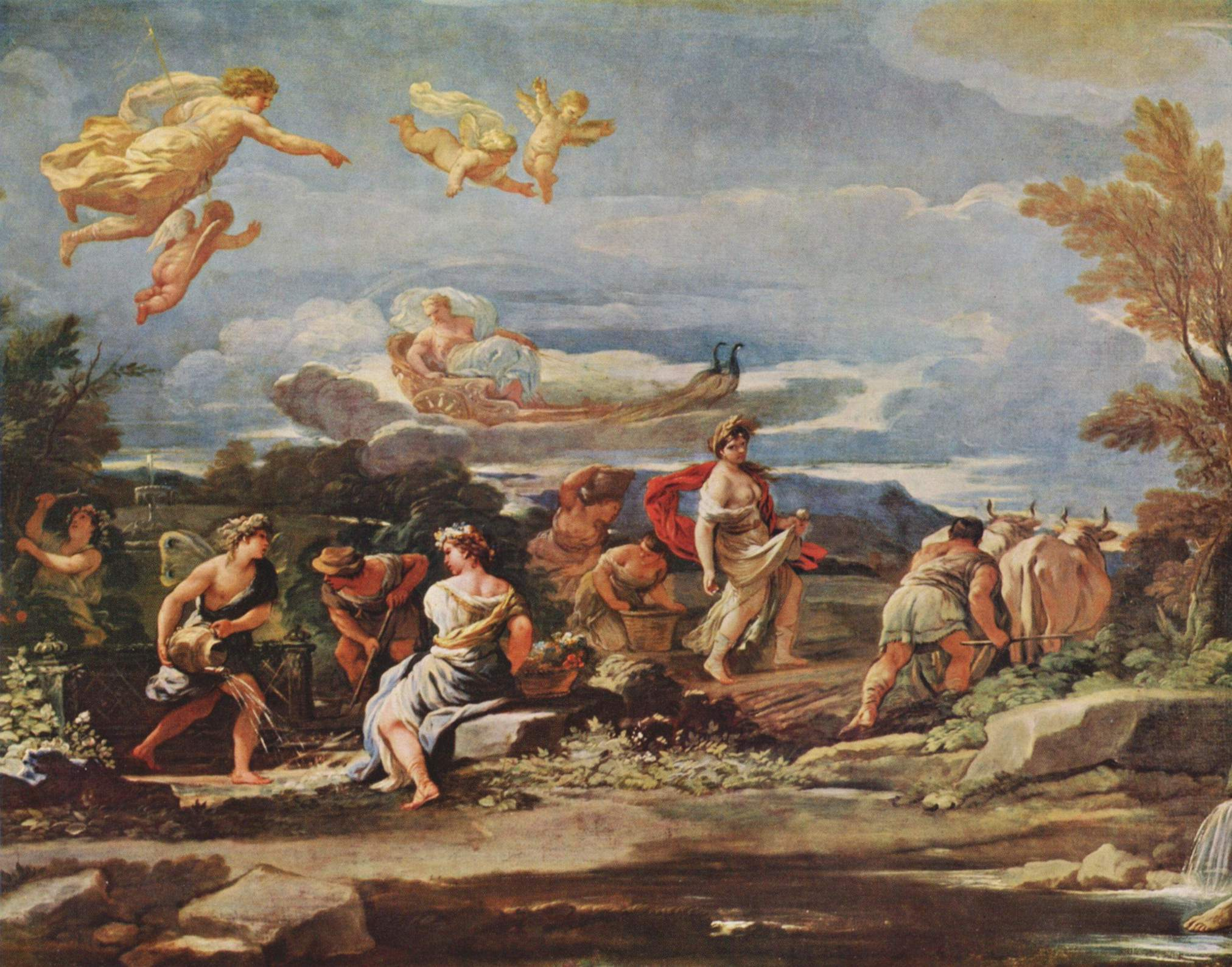
「Vertumnus and Pomona」, 個人所蔵（ロンドン）